# ThatPower
Artikelns titel kan av tekniska skäl inte återges korrekt. Den korrekta titeln är #thatPower.
#thatPower är en låt av den amerikanska artisten will.i.am (med Justin Bieber som gästartist) från albumet #willpower som släpptes den 18 mars 2013. Låten är skriven av will.i.am och Bieber själva och Damien Leroy. Genren är elektronisk dans och syntpop. Låten förekommer i Just Dance 2014 som spelbar.